# Archembia paranae
Archembia paranae är en insektsart som beskrevs av Ross 2001. Archembia paranae ingår i släktet Archembia och familjen Archembiidae. Inga underarter finns listade i Catalogue of Life.